# Línea M-560 (Área de Málaga)
La línea M-560 es una ruta de transporte público en autobús interurbano del Consorcio de Transporte Metropolitano del Área de Málaga. Este servicio se ha puesto en marcha por primera vez con la campaña de verano que el consorcio de Transporte promociona en 2011. Une el municipio de Totalán con el Centro Comercial Rincón de la Victoria y las playas de La Cala del Moral (Rincón de la Victoria).

## Detalles de la línea
| Línea | Trayecto                                             | Recorrido y Horarios | Plano |
| ----- | ---------------------------------------------------- | -------------------- | ----- |
| M-560 | Totalán-C.C. Rincón de la Victoria-La Cala del Moral | Recorrido y Horarios | Plano |